# Apparition mariale de Caravaggio
Notre-Dame de Caravaggio ou Notre-Dame de la Source (en italien Santa Maria del Fonte) est un vocable attribué à la Vierge Marie à la suite d'une apparition qui aurait eu lieu le 26 mai 1432 dans la campagne de Caravaggio en Lombardie. Le sanctuaire qui a été construit à l'emplacement même fait l'objet d'une dévotion importante qui s'est étendue à d'autres pays, notamment au Brésil et en Croatie. Elle est déclarée patronne du diocèse de Crémone en 1962 par Mgr Danio Bolognini. Lors de la pandémie de Covid-19, les fidèles italiens ont demandé aux évêques de confier leur nation à la Vierge pour qu’elle la protège et la sauve. L’acte de consécration est fait le 1er mai 2020 dans la basilique de Caravaggio.

## Le contexte
Au cours de la première moitié du XVe siècle, le duché de Milan et la république de Venise se battent pour  obtenir les territoires de la Gera d'Adda, ce qui en fait un carrefour de pillages et de combats. Dans cette région se trouve la commune de Caravaggiooù vit Jeannette de' Vacchi, une paysanne connue pour sa profonde piété mais malheureusement mariée à François Varoli, un homme violent qui l'insulte et la bat régulièrement.

## Apparition
Le 26 mai 1432, en fin d’après-midi, alors qu'elle vient de subir les coups violents de son mari, elle part en larmes dans un pré pour ramasser de l'herbe pour les animaux de sa ferme. Au coucher du soleil, elle prie l'angélus. Brusquement, elle est éblouie par une grande lumière et voit une dame de haute stature vêtue de bleu avec un voile blanc. La vision lui annonce que son mari va enfin changer de comportement, que les hommes doivent jeûner le vendredi, prier le samedi après-midi et construire une chapelle sur le site. Jeannette doit aussi convaincre les Vénitiens et les Milanais doivent faire la paix et les divisions dans l'Église doivent également cesser, les orientaux doivent revenir à l'unité. Pour confirmer son apparition, la Madone laisse l'empreinte de ses pieds à l'endroit où elle a touché le sol et juste là, une source jaillit aussitôt.
Retournant à Caravaggio, Jeannette raconte sa vision. Les gens se rendent alors sur les lieux et trouvent une source que personne n’a jamais vu à cet endroit. On amène des malades qui sont guéris. L’évêque de Crémone vient et confirme que l’apparition est authentique. Il appelle les fidèles à se conformer aux demandes de la Vierge et entreprend la construction d’un sanctuaire.
La voyante rencontre Marc Secco, seigneur de Caravaggio, Philippe Marie Visconti, duc de Milan, puis le doge Francesco Foscari. En 1433, ils signent la paix. Il est plus difficile de convaincre Jean VIII Paléologue, empereur d'Orient, de ramener l'Église d'Orient dans l'unité de l'Église de Rome, une mosaïque placée dans le sanctuaire actuel, représente Jeannette en habit de paysanne, devant l'empereur intronisé entouré de dignitaires, qui lui remet une cruche d'eau de la fontaine miraculeuse du Caravage, elle fut accompagnée à Constantinople par les Vénitiens avec une escorte de galères.
L'empereur est convaincu et en 1438 les Grecs retournent à l'unité romaine et le pape Eugène IV l'annonce au concile de Florence en 1439. Plus tard, les Arméniens et autres Orientaux reviennent également.

## Le sanctuaire

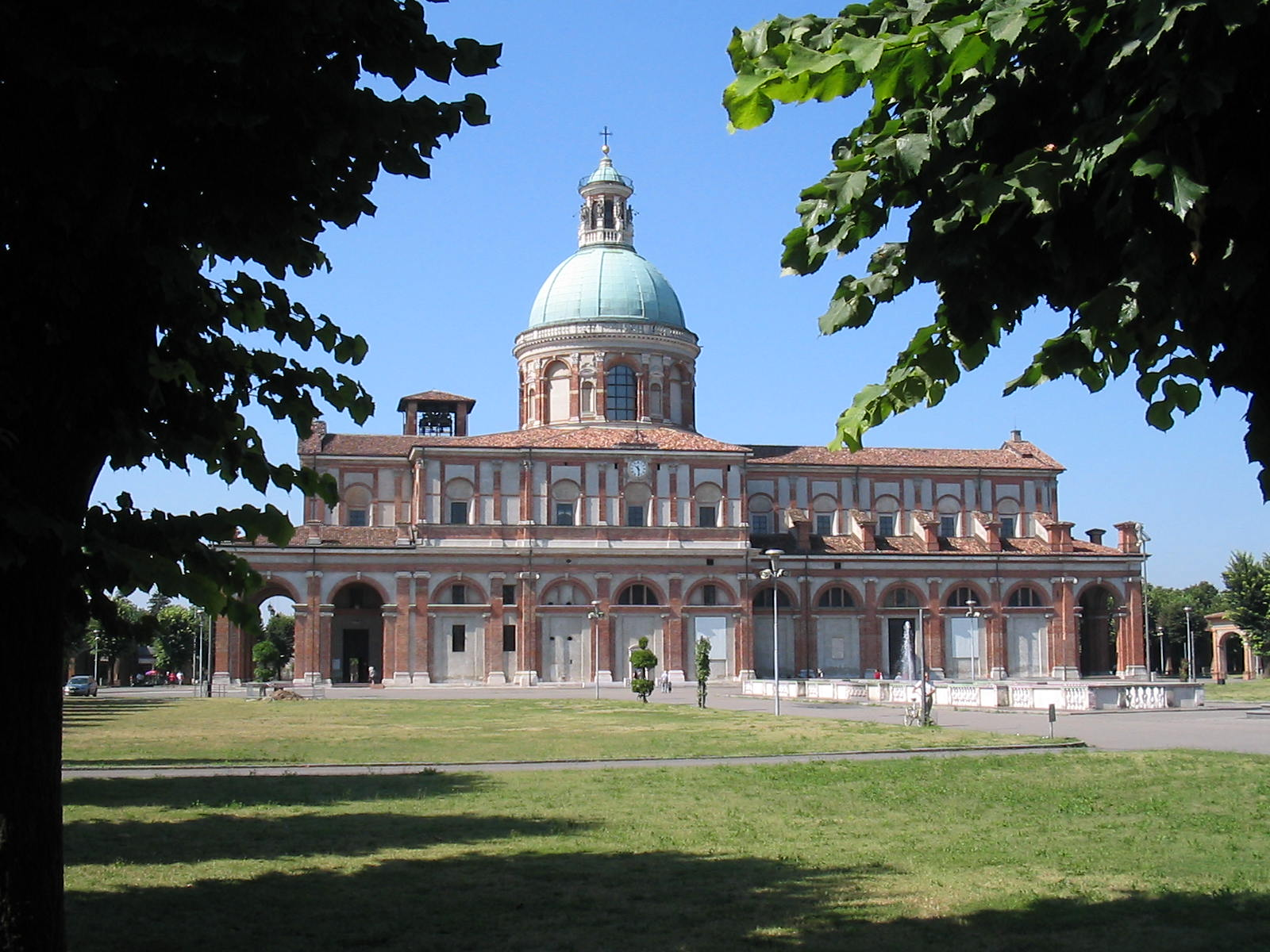
Sanctuaire de Caravaggio

Un sanctuaire important a été construit sur le lieu de l'apparition à Caravaggio. L'immigration italienne a rendu le culte à la Santa Maria del Fonte objet de dévotion dans de nombreux autres endroits notamment à Farroupilha dans l'État brésilien de Rio Grande do Sul, où se trouve le plus grand temple marial qui lui est dédié. Un autre sanctuaire existe également à Tisno en Croatie.